# Adieu les cons
Adieu les cons è un film francese del 2020 diretto, scritto e interpretato da Albert Dupontel.

## Trama
Quando Suze scopre di essere malata e di avere poco tempo da vivere, decide di rintracciare il bambino avuto all'età di quindici anni e che dovette fare adottare. Nel suo viaggio incontra Jean-Baptiste, un uomo di mezza età in crisi esistenziale, e Serge, un archivista cieco, coi quali intraprende la ricerca.

## Premi e riconoscimenti
- Premio César - 2021
  - Miglior film
  - Miglior regista ad Albert Dupontel
  - Miglior attore non protagonista a Nicolas Marié
  - Migliore sceneggiatura originale ad Albert Dupontel
  - Migliore fotografia a Alexis Kavyrchine
  - Migliore scenografia a Carlos Conti
- 2022 - Premio Goya
  - Candidatura a Miglior film europeo
- Premio Lumière - 2021
  - Candidatura a miglior film
  - Candidatura a miglior regista ad Albert Dupontel
  - Candidatura a miglior attrice a Virginie Efira
  - Candidatura a miglior attore ad Albert Dupontel